# Highschool News – Streng vertraulich!
Highschool News – Streng vertraulich! ist ein Spielfilm aus dem Jahre 2005.

## Handlung
Violet zieht mit ihrer Mutter in eine ruhige Vorstadt. Als sie auf die örtliche Highschool wechselt, ist Violet schockiert von den dortigen Verhältnissen. Die beliebten Schüler schikanieren die Außenseiter und werden zudem noch von den Lehrern bevorzugt. Violet will dabei nicht untätig zusehen und schlägt zurück. Zusammen mit ihren Freunden Cornelia und Mokthar gründet sie eine Schülerzeitung. Sie wollen die „Schulstars“ durch unbequeme Wahrheiten von ihrem Thron herunterholen.

## Wissenswertes
- Als End-Theme läuft als Hommage an Der Frühstücksclub Don’t You (Forget About Me) von den Simple Minds.

## Kritik
„Gut gemeinte Teenager-Komödie mit einigen Klischees, aber akzeptablen Darstellern, die die Macht der freien Presse beschwört.“

„Eine hysterisch gespielte und einfallslos inszenierte Klischeeparade. Besonders die tuntige Schulschwulenclique ist eine Zumutung. Schauspiel und Dialoge: Mangelhaft! Setzen!“